# رجینالد بکویت
رجینالد بکویت (انگلیسی: Reginald Beckwith؛ ۲ نوامبر ۱۹۰۸ – ۲۶ ژوئن ۱۹۶۵) یک هنرپیشه اهل بریتانیا بود. وی بین سال‌های ۱۹۳۸ تا ۱۹۶۵ میلادی فعالیت می‌کرد.
از فیلم‌ها یا برنامه‌های تلویزیونی که وی در آن نقش داشته است می‌توان به گلوله آتشین، ۳۹ قدم، تیری در تاریکی، اسکات از قطب جنوب، جوجه اردک زشت اشاره کرد.